# ستيليوس ليفيرس
ستيليوس ليفيرس (باليونانية: Στέλιος Λιβέρης)‏ هو لاعب كرة قدم يوناني في مركز الوسط، ولد في 8 ديسمبر 1984 في مدينة زاكينثوس في اليونان. لعب مع Zakynthiakos F.C. ‏.

## وصلات خارجية
- ستيليوس ليفيرس على موقع Soccerway.com (الإنجليزية)